# Landeszentralbank (Bonn)

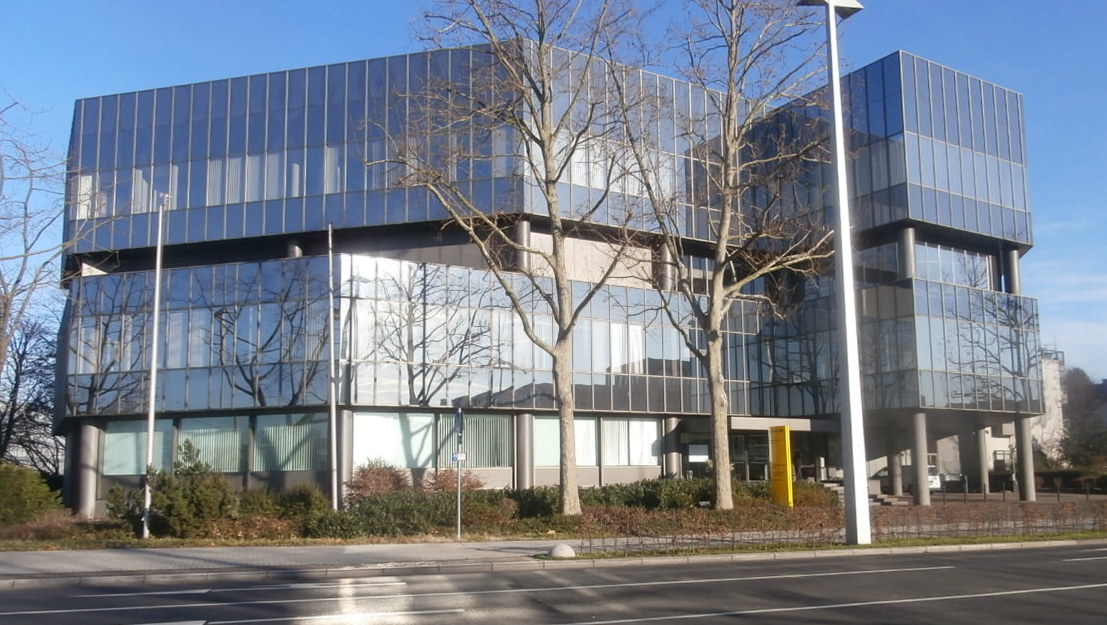
Gebäude der ehemaligen Landeszentralbank Bonn (2016)

Die Landeszentralbank Bonn ging auf eine 1892 eröffnete Nebenstelle der Reichsbank zurück und bestand in Form einer Filiale der Deutschen Bundesbank bis 2007. Das zuletzt genutzte Dienstgebäude, errichtet 1977, befindet sich im Ortsteil Gronau an der Friedrich-Ebert-Allee 37–39 (Bundesstraße 9) Ecke Franz-Josef-Strauß-Allee. Es wird heute als Büro- und Wohngebäude vermietet.

## Geschichte
Im Dezember 1892 wurde in Bonn eine Nebenstelle der Reichsbankstelle Köln eröffnet, auf deren Errichtung bereits zuvor vergebens der Handels- und Gewerbeverein zu Bonn (später Handelskammer zu Bonn) hingewirkt hatte. 1905 erhielt sie ein eigenes Haus in der heutigen Fritz-Tillmann-Straße (bis 1933 und 1945–57 Hofgartenstraße, 1933–45 Reichsbankstraße) in der Südstadt. 1921 wurde die Nebenstelle in eine eigene Reichsbankstelle umgewandelt. Im Oktober 1944 wurde das Dienstgebäude bei einem Bombenangriff im alliierten Luftkrieg bis auf den Tresor zerstört und später wiederaufgebaut. Nach Durchführung eines Architektenwettbewerbs Anfang bis Mitte der 1970er-Jahre, zu dem auch die Planungsgruppe Stieldorf einen nicht berücksichtigten Entwurf beisteuerte, wurde 1977 der Neubau der nunmehrigen Hauptstelle Bonn der Landeszentralbank Nordrhein-Westfalen als Hauptverwaltung der Deutschen Bundesbank in der Friedrich-Ebert-Allee bezogen und am 12. Januar 1978 eingeweiht. Zum 1. Mai 2002 wurden die bisherigen Landeszentralbanken zu uneigenständigen Verwaltungsuntergliederungen der Deutschen Bundesbank und somit die Hauptstelle Bonn in eine Filiale der Bundesbank umgewandelt. Ende August 2002 wurden der vormaligen Hauptstelle die Aufgaben der zu diesem Zeitpunkt geschlossenen vormaligen Zweigstelle Siegburg übertragen.
Im Rahmen einer Strukturreform der Deutschen Bundesbank wurde die Filiale mit zuletzt 74 Mitarbeitern am 30. September 2007 geschlossen und ihre Aufgaben von der Bundesbank-Filiale in Köln übernommen. Anschließend bot die Bundesbank die Immobilie zum Verkauf an, der im Juni 2011 erfolgte. Neuer Nutzer wurde die DHL Group mit mehreren Unternehmensbereichen, darunter ein Tochterunternehmen mit einem Marktforschungsdienstleister.
Der Bonner Immobilienunternehmer Marc Asbeck erwarb die Immobilie und führte ab 2017 eine technische und optische Revitalisierung einschließlich einer Aufstockung durch, die 2019 abgeschlossen wurde. Von der ehemaligen Bausubstanz sollten viele Elemente verschwinden – bis auf den Tresor (Asbeck: „Der lässt sich nicht wegsprengen.“) und das Treppenhaus mit Handläufen und eigenwilligen Messingringen. Die überdimensionale Klimatechnik mit dicken Rohren sowie großen Schnorcheln und der Zentrale, die ein ganzes Geschoss einnahm, wurden ebenso entfernt wie 18.000 Neonröhren, die durch LED-Lampen ersetzt wurden. Es sollte der Kern bestehen bleiben, das Gebäude sei im „Neubaustatus“ (Asbeck). Standards bezüglich Brandschutz, Statik, Energieeffizienz und Klimatechnik hatten sich seit 1977 verändert, daher waren umfangreiche Baumaßnahmen erforderlich. Seit dem 3. Quartal 2019 stehen 4.200 m² Bürofläche und 22 Luxuswohnungen zur Verfügung. Das Gebäude dient seither unter anderem als Hauptsitz des Softwareunternehmens LeanIX und wird auch weiterhin von der Deutsche Post DHL angemietet.

## Architektur
Der Gebäudekomplex gliedert sich in ein zweiteiliges Bürogebäude (Friedrich-Ebert-Allee 37–39) und ein zweiteiliges Wohngebäude (Friedrich-Ebert-Allee 41–43) mit einer Nutzfläche von etwa 7.500 m² (ehemals 7.000 m²) auf einem Grundstück von 6.160 m². Das Bürogebäude war zur Straßenseite (Friedrich-Ebert-Allee) hin ursprünglich vier- und rückwärtig zweigeschossig, es besitzt Fenster mit Sonnen- und Sichtschutz und dunkel getöntem Glas. Das Wohngebäude ist dreigeschossig und besteht im ursprünglichen Bauzustand aus 17 Wohneinheiten und fünf Apartments mit begehbaren Flachdächern. Ein Tiefgaragengeschoss mit 72 Stellplätzen unterkellert beide Gebäude.
Im Keller befindet sich ein 200 m² großer und zehn Meter hoher Tresor. Unter dem Eindruck des „Deutschen Herbstes“ im Baujahr 1977 wurde das Gebäude mit Sicherheitskomponenten versehen: Der Tresor wurde mit einer Schleuse und Geheimgängen für die Polizei im Fall eines Überfalls ausgestattet, in der Büroetage gab es Fluchtwege rund um die Fassade als Schutz bei versuchten Geiselnahmen.